# Sulfonamidi
Sulfonamidi ali sulfamidi so skupina starejših kemoterapevtikov za zdravljenje bolezni sečil in nekaterih splošnih infektov. Modifikacija prvotnih sulfonamidnih antibiotikov je vodila v razvoj sulfonamidnih skupin zdravil za zdravljenje drugih bolezni, na primer diuretikov (tiazidi), zdravil proti glavkomu (acetazolamid), zdravil za zdravljenje jetike in gobavosti (sulfoni) in peroralnih antidiabetikov (sulfonilsečnine) ...

## Sulfonamidni antibiotiki

### Delovanje
Sulfonamidni antibiotiki so sintetične bakteriostatične učinkovine, ki kompetitivno zavirajo pretvorbo p-aminobenzojske kisline v dihidropteroat; slednjega bakterije potrebujejo za sintezo folne kisline in s tem purinov in DNK. Človek ne sintetizira folne kisline, temveč jo dobiva s hrano, zato sinteze DNK pri človeku ta zdravila ne zavirajo.

### Indikacije
Sulfoamidni antibiotiki so znatno izgubili svoj pomen v zdravljenju, vendar se še vedno uporabljajo pri določenih bakterijskih okužbah:
- v kombinaciji s trimetoprimom (kotrimoksazol = trimetoprim + sulfametoksazol) pri zdravljenju okužbe z bakterijo Pneumocystis carinii
- v kombinaciji s pirimetaminom pri malariji, odporni proti drugim zdravilom, in toksoplazmozi
- zdravljenje okuženih opeklin (topična uporaba srebrovega sulfadiazina)
- proti nekaterim spolno prenosljivim boleznim (klamidija, trahom, mehki čankar)
- pri okužbah dihal (danes le še v redkih specifičnih primerih, na primer pri okužbi z nokardijo)
- akutne okužbe sečil (uporaba je redka)
- sulfasalazin se uporablja tudi pri kronični vnetni črevesni bolezni in kot protivnetno zdravilo

### Neželeni učinki
Pri okoli 3 % bolnikov, ki prejemajo sulfonamidne antibiotike, se pojavijo neželeni učinki. Pri bolnikih, okuženih z virusom HIV je pojavnost neželenih učinkov znatno večja, in sicer okoli 60 %.
Sulfonamidni antibiotiki lahko pri sistemski uporabi povzročijo preobčutljivostne reakcije (vročina, izpuščaj, srbenje, Steven-Johnsonov sindrom), fotosenzibilnost (preobčutljivost na svetlobo) hematološke motnje (levkopenija, agranulocitoza, hipoplastična anemija, trombocitopenija, pancitopenija), neželene učinke na jetra (hepatitis, toksična distrofija), osrednje živčevje (glavobol, omotica, zmedenost ...), prebavila (bolečine v trebuhu, neješčnost, bruhanje, driska ...), ledvice in ščitnico. Pri lokalni uporabi lahko nastopijo srbenje, rdečina ali bolečina na mestu uporabe ter sistemski neželeni učinki (preobčutljivostna reakcija, hiperemija, rinitis, bronhospazem, levkopenija).

### Seznam učinkovin
Sulfonamidne antibiotike razdelimo v kratkodelujoče, srednjedolgodelujoče in dolgodelujoče. Kratkodelujoči imajo razpolovno dobo manj kot osem ur in se uporabljajo zlasti v zdravljenju okužb sečil. Srednjedolgodelujoči sulfonamidi imajo razpolovno dobo med 8 in 20 ur in se najpogosteje uporabljajo v terapiji, medtem ko je razpolovna doba dolgodelujočih sulfonamidov daljša od 20 ur, se močneje vežejo na plazemske beljakovine in se počasneje izločajo iz telesa.
- Kratkodelujoči sulfonamidi
  - sulfaizodimidin
  - sulfametizol
  - sulfadimidin
  - sulfapiridin
  - sulfafurazol
  - sulfanilamid
  - sulfatiazol
  - sulfatiourea

- Srednjedolgodelujoči sulfonamidi 
  - sulfametoksazol
  - sulfadiazin
  - sulfamoksol

- Dolgodelujoči sulfonamidi 
  - sulfadimetoksin
  - sulfalen
  - sulfametomidin
  - sulfametoksidiazin
  - sulfametoksipiridazin
  - sulfaperin
  - sulfamerazin
  - sulfafenazol
  - sulfamazon

## Druga sulfonamidna zdravila
Sulfonamidno strukturo imajo tudi številna druga zdravila, na primer:
- Diuretiki
  - acetazolamid
  - bumetanid
  - klortalidon
  - klopamid
  - furosemid
  - hidroklorotiazid
  - indapamid
  - mefruzid
  - metolazon
  - ksipamid
- Antikonvulzivi
  - acetazolamid
  - etoksizolamid
  - sultiam
  - zonisamid
- Drugi
  - celekoksib (zaviralec COX-2)
  - darunavir (zaviralec proteaze)
  - probenecid
  - sulfasalazin
  - sumatriptan

Preobčutljivostna reakcija na sulfonamide se pri neantibiotičnih sulfonamidih pojavlja redkeje kot pri antibiotičnih; posamezniki, preobčutljivi na sulfonamidne antibiotike, naj ne bi imeli povečanega tveganja za preobčutljivost na neantibiotične sulfonamide.
Za preobčutljivostno reakcijo na sulfonamidne antibiotike naj bi bili odgovorni dve strukturi v molekuli teh učinkovin:
- na dušik N1 vezan heterociklični obroč, ki povzroča preobčutljivostne reakcije tipa I,
- N4-aminski dušik, ki tvori reaktivne presnovke, odgovorne za neposredne citotoksične učinke ali imunološki odziv.

Neantibiotični sulfonamidi ne vsebujejo nobene od obeh navedenih struktur.